# Edmé Bouchardon
Edmé Bouchardon (Chaumont, 29 maggio 1698 – Parigi, 27 giugno 1762) è stato uno scultore francese.

## Biografia
Si accostò all'arte grazie agli insegnamenti del padre Jean-Baptiste, architetto e scultore e all'età di ventiquattro anni si trasferì a Parigi nello studio di Guillaume Coustou.
Nel 1723 vinse il Prix de Rome che lo condusse ad una lunga permanenza quasi decennale nella capitale italiana, durante la quale studiò attentamente l'arte dell'antichità, ed eseguì opere scultoree quali il busto di Clemente XII e del cardinale Polignac.
Rientrato in Francia si impegnerà appoggiando il ritorno del gusto classico in reazione al Rococò e al Naturalismo.
Il suo linguaggio artistico si caratterizzò di timbri freddi ed intellettualistici, in qualche modo, anticipatorio rispetto al Neoclassicismo francese.
Eseguì vari lavori a Versailles, quali un bassorilievo per la cappella e gruppi per la fontana di Nettuno, oltre che statue per la chiesa di San Sulpizio.
Nel periodo che intercorse fra il 1739 e il 1745 si dedicò alle sculture e ai bassorilievi della fontana di rue de Grenelle.
Nel 1744 divenne membro dell'Accademia dopo il consenso ottenuto dal Cristo sotto il peso della croce e l'anno seguente intraprese l'attività di insegnante.
Uno dei suoi primi capolavori fu la Fontaine des Quatre-Saisons di Parigi, commissionata nel 1739 e completata sei anni dopo, nel 1745, a cui seguì, l'anno successivo, un'altra opera importante, Cupidon façonner un arc hors du club d'Hercule, ora al Museo del Louvre.
Il re gli commissionò le statue di Amore che ricava l'arco dalla clava di Ercole, che fu realizzata con qualche concessione e compromesso stilistico, e quella di Luigi XV in Place de la Concorde, poi distrutta dai moti rivoluzionari.
Dalla sua mano uscì il disegno della nuova moneta distribuita dal re, dato che eseguì numerosi disegni per gli incisori, per gli illustratori e per i medaglisti del suo secolo.
Anche il fratello Jacques-Philippe (1717-1753) svolse la carriera di scultore, divenendo direttore dell'Accademia di Svezia e influenzando gli artisti scandinavi con il suo stile più vicino al barocco rispetto al fratello. Durante la sua carriera realizzò un busto di Carlo XII e Cristo sul Monte degli Ulivi nel castello reale di Stoccolma.

## Opere
- Busto di Clemente XII, del cardinale di Rohan e di Polignac a Roma
- Le figure di Cristo, della Vergine, e degli Apostoli, Parigi, chiesa San Sulpice
- Amore che ricava l'arco dalla clava di Ercole (1750), Parigi, Louvre
- Fontana delle Quattro Stagioni, Parigi, rue de Grenelle
- Luigi XV, statua equestre
- Calvario
- Cristo sotto il peso della croce, Parigi, Louvre

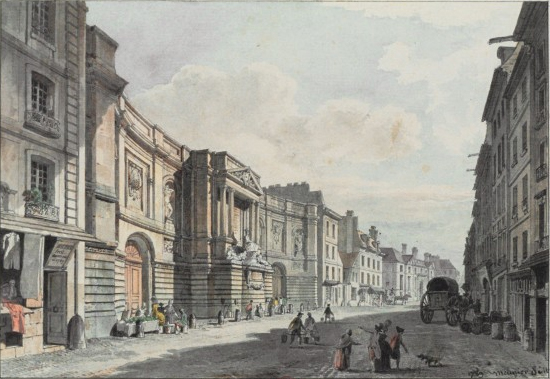
Fontaine des Quatre-Saisons, disegno del 1789
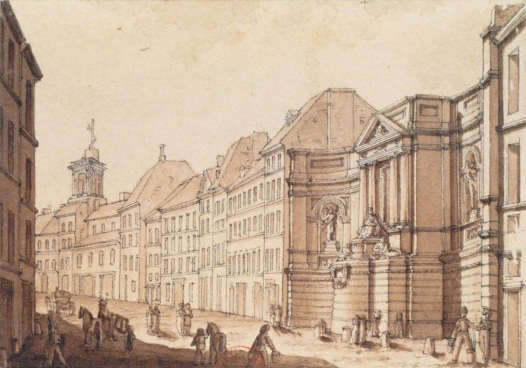
Fontaine des Quatre-Saisons, disegno del XIX secolo
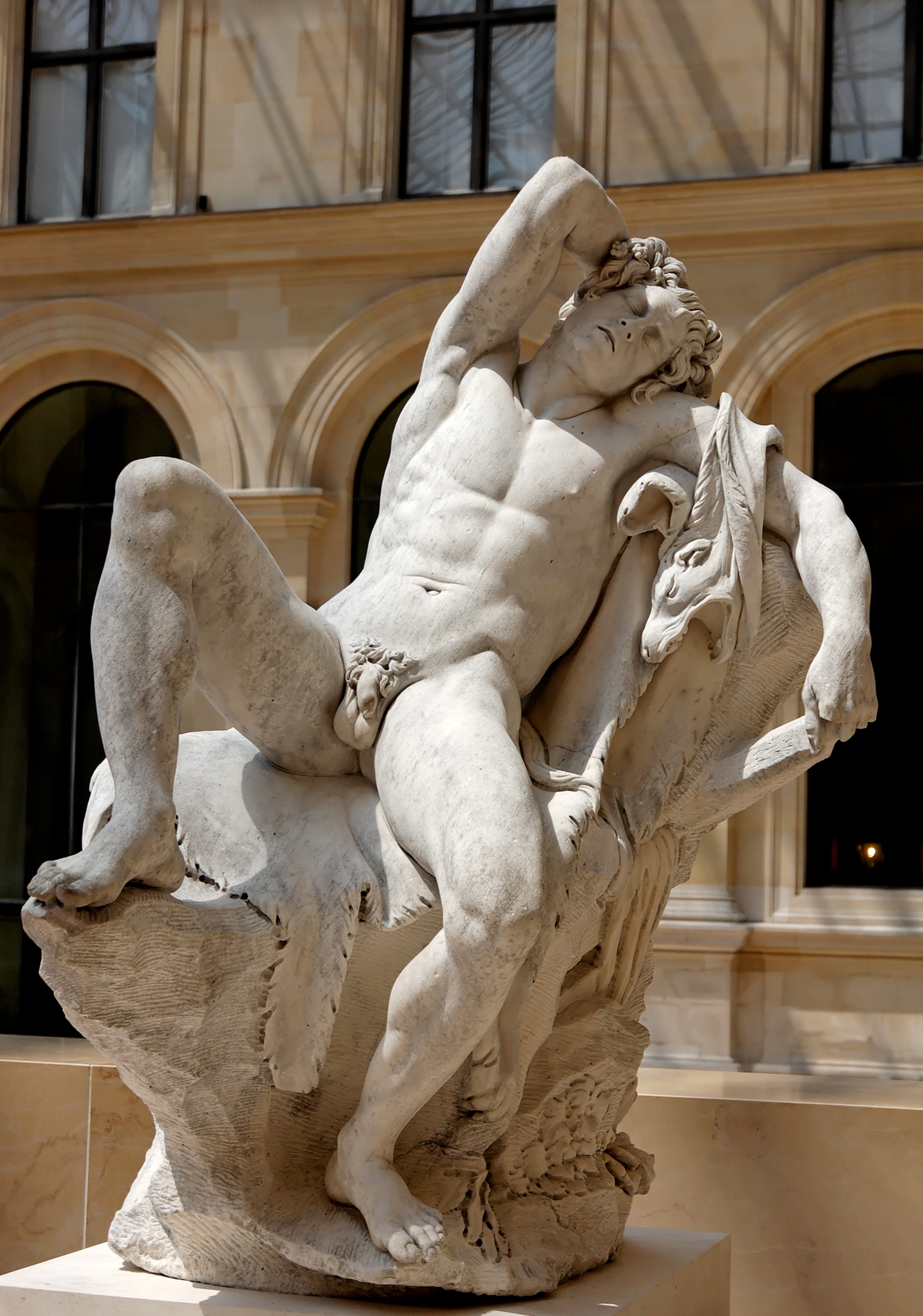
Copia della Barberini, di Bouchardon realizzata a Roma nel 1726
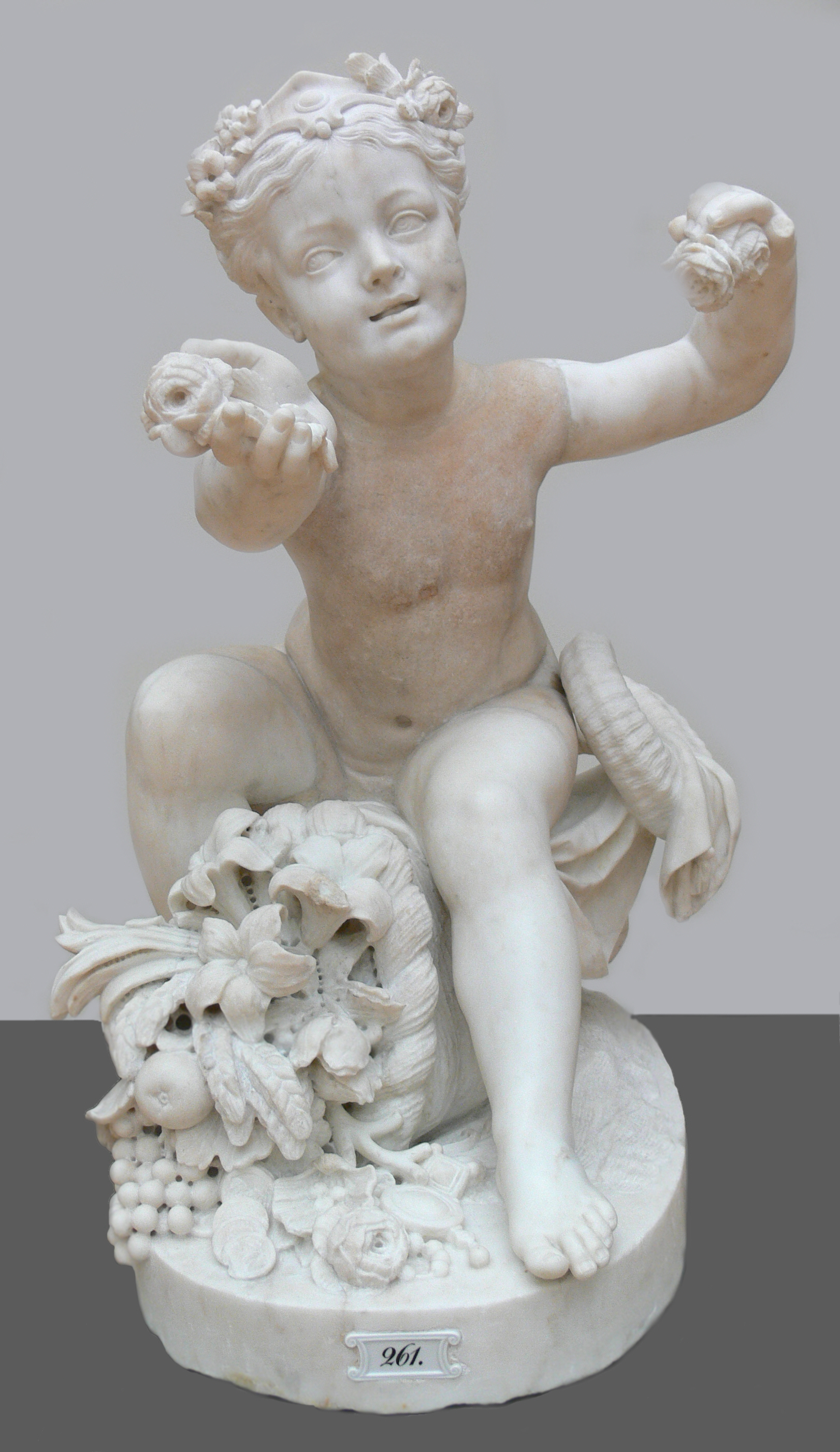
Genio della abbondanza
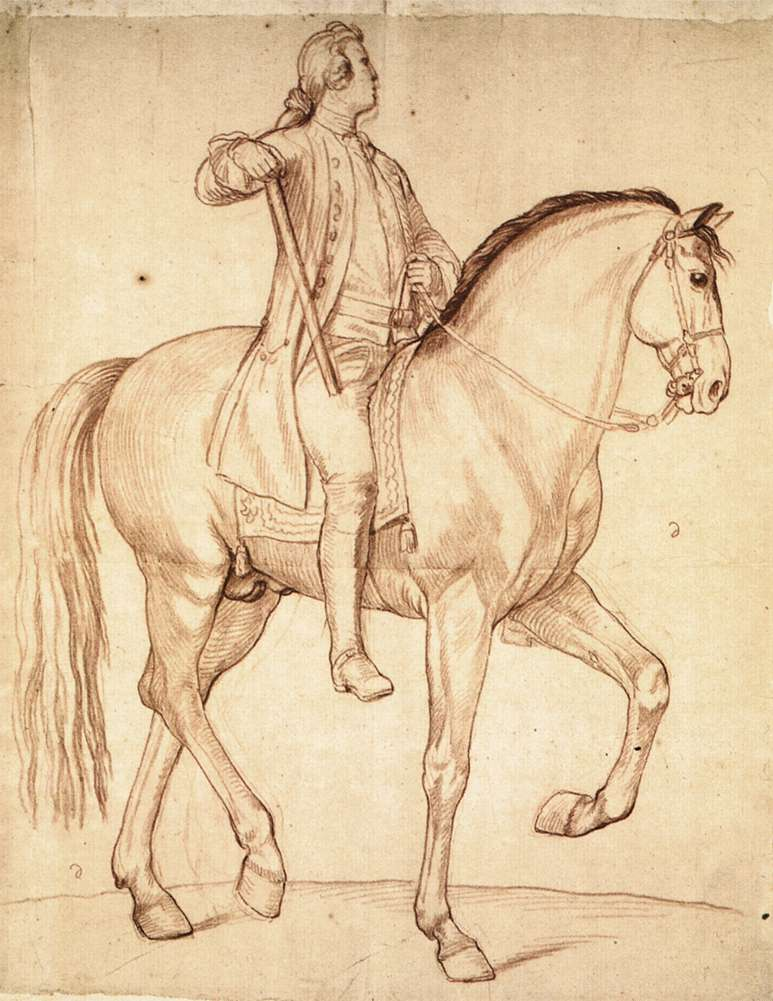
Studio per una statua equestre di Luigi XV, 1750, Louvre
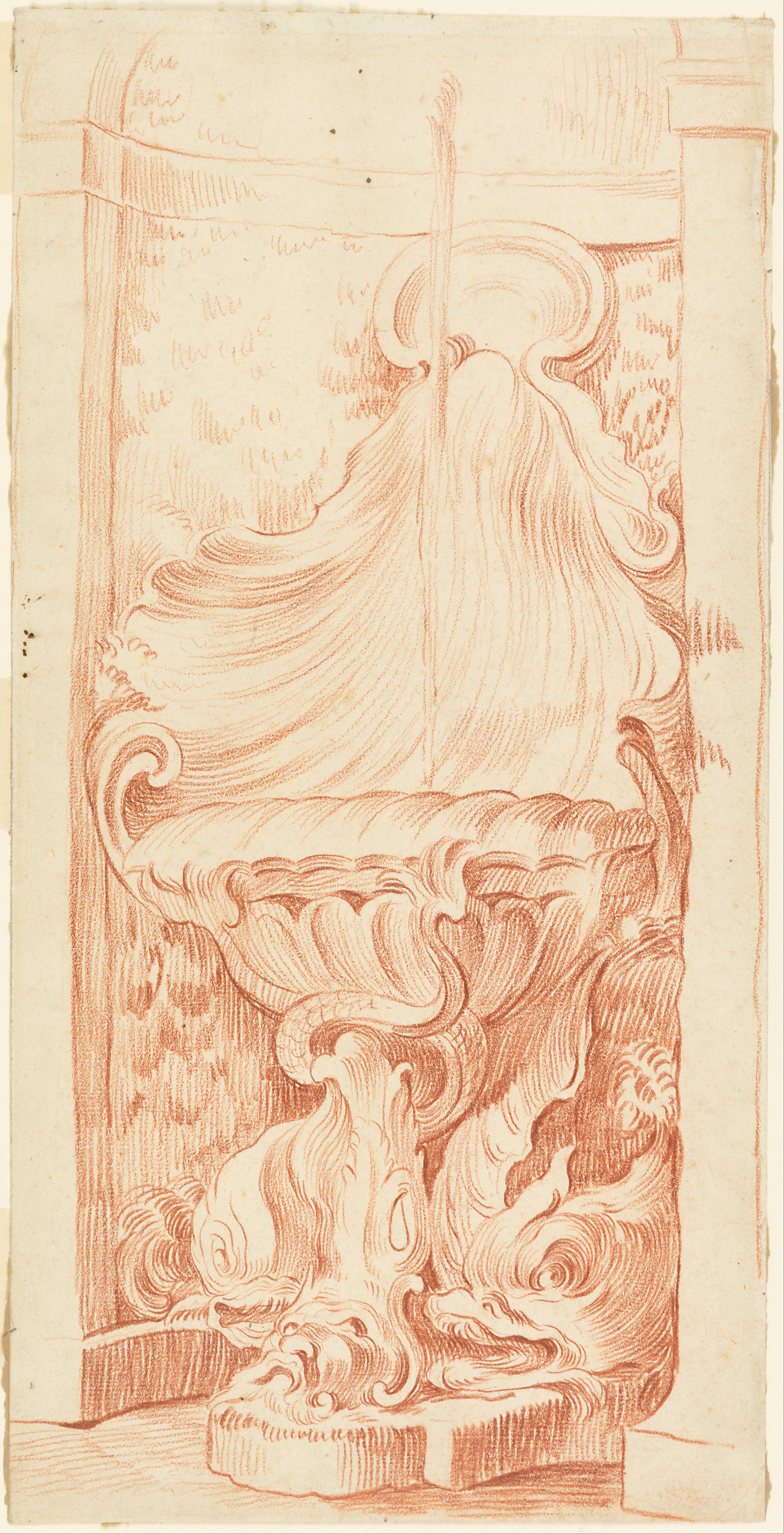
Studio per una fontana, 1735, National Design Museum
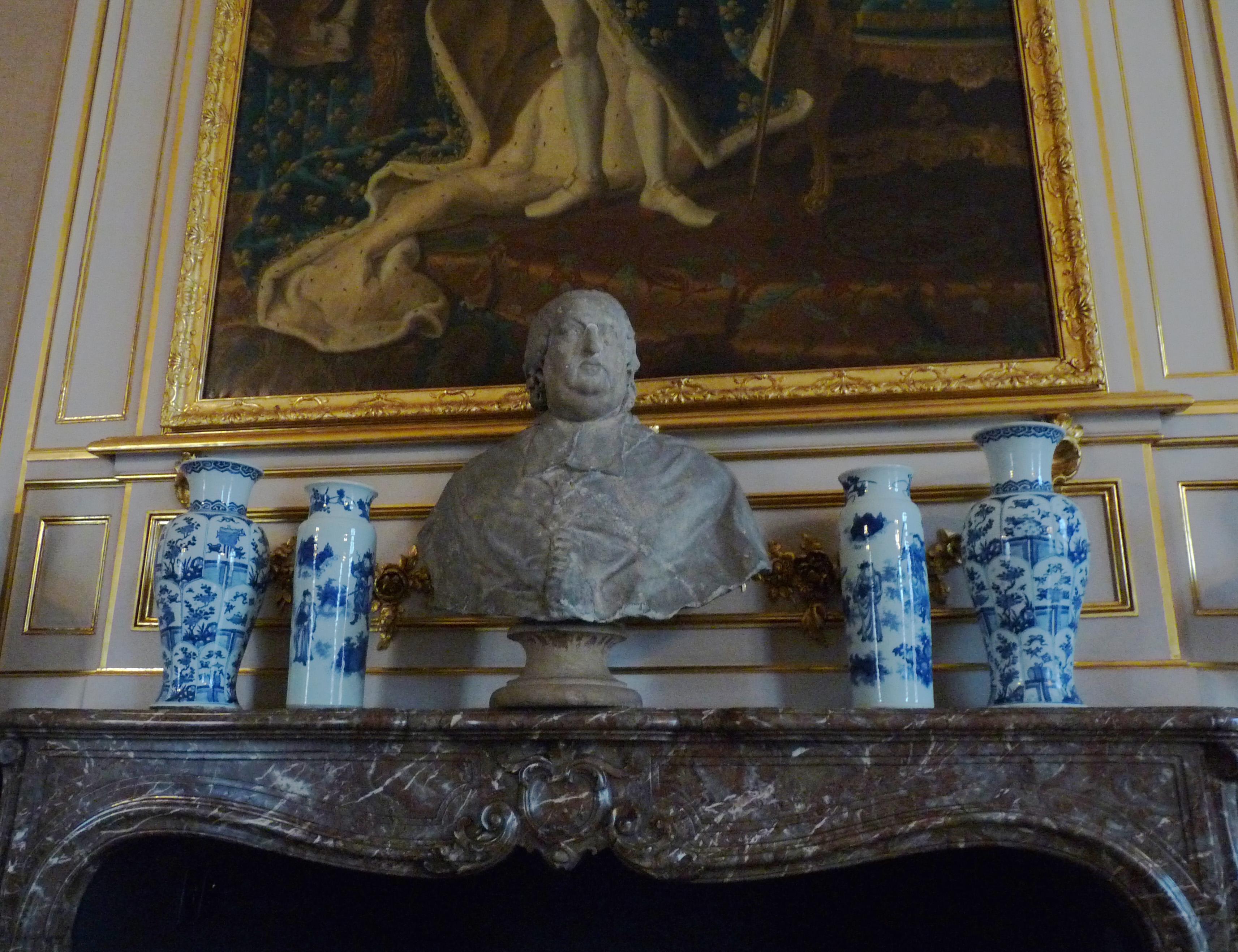
Armand Gaston Maximilien de Rohan, busto alla biblioteca del Palazzo Rohan di Strasburgo

## In letteratura
Bouchardon viene nominato in una novella di Honoré de Balzac, intitolata Sarrasine, dove si dice che il protagonista va a lavorare da giovane nell'atelier dello scultore.